# Steve Miller Band
Steve Miller Band je americká rocková skupina, působící od roku 1967 dodnes. Skupinu založil kytarista a zpěvák Steve Miller. Mezi největší hity skupiny patří "Abracadabra" a "The Joker".

## Diskografie

### Alba
- Children of the Future (1968)
- Sailor (1968)
- Brave New World (1969)
- Your Saving Grace (1969)
- Number 5 (1970)
- Rock Love (1971)
- Recall the Beginning...A Journey from Eden (1972)
- Anthology (1972)
- Living in the U.S.A. (1973)
- The Joker (1973)
- Fly Like an Eagle (1976)
- Book of Dreams (1977)
- Greatest Hits 1974–78 (1978)
- Circle of Love (1981)
- Abracadabra (1982)
- Steve Miller Band Live! (1983)
- Italian X Rays (1984)
- Living in the 20th Century (1986)
- Born 2 B Blue (1988)
- Steve Miller Band, The Best of 1968–1973 (1991)
- The Very Best of the Steve Miller Band (1991)
- Wide River (1993)
- King Biscuit Flower Hour Presents The Steve Miller Band (2002)
- Young Hearts – Complete Greatest Hits (2003)
- Fly Like an Eagle (30th Anniversary Edition) (2006)
- Steve Miller Band - Live from Chicago (DVD) (2007)
- Bingo! (2010)
- Let Your Hair Down (2011)